# Incendios forestales de Quito en 2012
Incendios forestales de Quito en 2012 superan los 1.990 siniestros que azotan los alrededores de la zona urbana de la ciudad de Quito D.M., capital de Ecuador, superando tres veces más que la última cifra más alta en 2009. Según declaró el alcalde Augusto Barrera en un programa de televisión, esta ola de más de 300 incendios es producto de un verano seco, intensos vientos y presumiblemente de personas que iniciaron los mismos con premeditación.
El primero de estos incendios de magnitud tuvo lugar el 20 de agosto en el cerro Ilaló, del Valle de Los Chillos, donde cerca de 4 hectáreas se vieron afectadas por un voraz incendio que fue sofocado tras dos días de trabajo del cuerpo de bomberos de Quito. En este mismo sector se reportaron tres pequeños focos de fuego durante la siguiente semana al evento mayor, pero fueron controlados oportunamente.
El martes 21 de agosto se registraron dos nuevos incendios en la ciudad; uno en el sector de Iñaquito alto, a la altura de la avenida Mariscal Sucre (Occidental) y otro en el sector de Miravalle 4, en la vía a Cumbayá. Ambos fueron sofocados por los bomberos y se reabrió el paso vehicular tras varias horas. Un incendio dentro de la zona urbana de la ciudad disparó la preocupación de la ciudadanía el 23 de agosto, cuando se consumió parte del Parque Metropolitano, en el sector de Campo Alegre. Doce bomberos controlaron el incidente que duró cerca de seis horas. Ese mismo día se recibieron alertas de tres focos incendiarios en varios puntos muy cercanos a la ciudad: Yaruquí, Tababela y Pasochoa.
Tres nuevos incendios tuvieron lugar el 29 de agosto; dos de ellos en zonas boscosas muy cercanas al límite urbano de la ciudad: La Pulida y San José de Monjas, mientras que el tercero fue una vez más en el cerro Ilaló, todos controlados satisfactoriamente tras un promedio de ocho horas de fuego. 
El día tres de septiembre otro incendio en el Parque Metropolitano tuvo en alerta al cuerpo de bomberos que acababa de controlar un nuevo flagelo en las laderas del Ilaló. Esa misma noche se alerta de una columna de humo en la quebrada de Guambi, parroquia de Puembo, muy cerca de varias fábricas, bodegas industriales y el nuevo aeropuerto de la ciudad (aún en construcción).
La magnitud del flagelo en Puembo, el más grande hasta la fecha, obliga a los bomberos a pedir ayuda a la Policía el 4 de septiembre, quienes le facilitan personal y helicópteros para aspersión de agua. Las llamas alcanzaron dos de los cuarenta galpones de la empresa Pronaca, cuyos trabajadores debieron ser evacuados, uno de ellos con síntomas de asfixia. Las labores de sofocación se dificultaron debido a la pronunciada inclinación del terreno que termina en el río Guambi, donde no es posible el ingreso de motobombas. Los bomberos debieron extender mangueras hasta los límites de la pendiente, en donde hay maleza, arbustos secos, además de un fuerte viento que avivaba las llamas. El jueves 6 de septiembre se dio por terminado el flagelo de Puembo con el bombeo de agua ladera abajo, para enfriar el terreno.
La mañana del mismo día 6 de septiembre se inició un nuevo incendio en las cercanías del sector de San Francisco, en Píntag (vía Lumbisí), por lo que un colegio fue evacuado; por la noche la población de las urbanizaciones cercanas tuvo que ser evacuada porque las llamas de tres metros de alto estaban a tan solo 20 metros de los conjuntos residenciales. El flagelo se extendió hasta la avenida Simón Bolívar, cerca a la Universidad Internacional. 48 bomberos y 90 militares se encargaron de sofocar el fuego que fue totalmente controlado a la mañana siguiente.
El sábado 8 de agosto las autoridades municipales declaran el estado de emergencia en la ciudad, con lo que el cuerpo de bomberos de Quito puede solicitar ayuda a sus similares en otras ciudades como Guayaquil, Baños, Ambato e Ibarra; además la policía y el ejército ponen a disposición personal calificado para enfrentar la emergencia. A las tres de la tarde del mismo día un incendio en la colina de El Panecillo, en pleno centro de la ciudad, obligó a las autoridades a evacuar un concierto de música electrónica que se realizaba en el famoso mirador de la Virgen de Quito. Dos autobombas, vecinos del lugar, 15 policías y personal de los bomberos sofocaron el flagelo a las 17:00, luego de lo cual se volvió a permitir el paso de los turistas a la cima.
El domingo 9 de septiembre un nuevo incendio en el sector de Zámbiza obliga a la evacuación de la ciudadanía que habita en las cercanías y que debió permanecer en el Coliseo de la parroquia. Tres casas fueron consumidas por el fuego mientras los bomberos y militares trataban de apagar el fuego con ayuda de cerca de 300 vecinos del sector.